# Wall Street Market
Pour les articles homonymes, voir Wall Street (homonymie).
Wall Street Market, aussi appelé simplement WSM, était un marché noir géré par trois Allemands qui fut popularisé en 2019 après la fermeture/saisie de la concurrence. Il était en fonction depuis l'année 2016. Il fonctionnait sur le réseau The Onion Router (TOR).
Il a été fermé le 3 mai 2019 par la police berlinoise en collaboration avec Europol, le FBI et les services néerlandais de police pour délits aggravés sur les stupéfiants,,,.
Les serveurs ont été saisis et le site a été fermé. Seuls restent plusieurs logos de diverses organisations ayant œuvré à l'arrêt du réseau criminel.
Les trois Allemands avaient déjà créé par le passé un marché noir éphémère dans le but d'emmagasiner de l'argent et extorquer clients et vendeurs. Ils ont réitéré avec WSM et ont tenté de s'enfuir avec plusieurs dizaines de millions d'euros, entre 10 et 30 selon la police, avant que cette dernière ne procède aux arrestations. Ils avaient 22, 29 et 31 ans. L'un d'eux utilisait un VPN défaillant qui révélait sa véritable adresse IP ; ce fut l'une des premières pistes exploitées par la police.
Le site comptait 1.15 millions de clients pour 4 500 vendeurs environ.